# El Giol (Centelles)
El Giol és un monument del municipi de Centelles (Osona) inclòs en l'Inventari del Patrimoni Arquitectònic Català.

## Descripció
Es tracta de dues edificacions d'estil i construcció diferents. La més antiga és de petites dimensions amb teulada a dues vessants i orientada al sud. Els elements més remarcables són dues finestres i un portal interior d'estil gòtic. L'entrada té el sol de pedra i llosa. Algunes parets de les quadres són fetes de fang. L'edificació més nova, feta l'any 1976, fou dissenyada i construïda per l'actual propietària. Destaquen els elements decoratius fets amb ferro forjat i elements de fusta utilitzats al porxo.

## Història
El Giol està documentat des de 1200, en uns pergamins que es conserven a la mateixa casa. Antigament s'anomenava "Juyol", que degenerà en Giol. Els elements gòtics que s'hi troben no semblen originaris de la casa, sinó aprofitats de l'edificació de Santa Coloma (antiga casa forta o domus), ara enrunada. La genealogia Giol es va perdre ara fa dues generacions, passant al cognom de Casacuberta.